# Luís Carlos Teixeira de Oliveira
Luís Carlos Teixeira de Oliveira (sinh ngày 25 tháng 11 năm 1982 ở Lisbon), hay Luís Carlos, là một cầu thủ bóng đá người Bồ Đào Nha thi đấu cho União Desportiva Alta de Lisboa ở vị trí tiền vệ tấn công.